# Glansstreepzalm
De Glansstreepzalm (Hemigrammus bellottii) is een straalvinnige vissensoort uit de familie van de karperzalmen (Characidae). De wetenschappelijke naam van de soort is voor het eerst geldig gepubliceerd in 1882 door Steindachner.
Het verspreidingsgebied is Zuid-Amerika, de stroomgebieden van de Solimões, Negro en Marowijne. De vis komt zowel in de boven- als in de benedenloop van rivieren. De soort voedt zich voornamelijk met kleine schaaldieren en insectenlarven van Trichoptera, Chironomidae en Ephemeroptera. Mieren staan ook op het menu als zij in het water belanden.